# A IV-a Dinastie Egipteană
A IV-a Dinastie Egipteană a fost cea de a doua din cele patru dinastii ce se consideră a forma Vechiul Regat Egiptean. Din această dinastie fac parte unii din cei mai cunoscuți monarhi ai Egiptului Antic datorită faptului că lor li se datorează construcția de piramide.Toți faraonii acestei dinastii au construit cel puțin câte o piramidă care să le servească drept mormânt. Ca și in cea de a III a dinastie capitala era la Memphis.
Monarhi cunoscuți in Istoria Egiptului Antic ai celei de a IV a dinastii:Snefru, Keops(Kufu), Kefren(Khafra) și Mikerinos(Menkaura). 
Dinastiile a III-a, a IV-a, a V-a și a VI-a ale Egiptului Antic sunt se obicei grupate sub titulatura de Vechiul Regat.
| Nume       | Observații                                       | Date                                        |
| ---------- | ------------------------------------------------ | ------------------------------------------- |
| Sneferu    | -                                                | 2613 î.Hr. – 2589 î.Hr.                     |
| Khufu      | Cheops în greacă                                 | 2589 î.Hr. – 2566 î.Hr.                     |
| Djedefra   | Uneori transliterat Radjedef                     | 2566 î.Hr. – 2558 î.Hr.                     |
| Khafra     | Chephren-gr.                                     | 2558 î.Hr. – 2532 î.Hr.                     |
| -          | -                                                | după unii egiptologi este urmat de Bikheris |
| Menkaura   | Mycerinus-lat, Mykerinos-gr                      | 2532 î.Hr. – 2503 î.Hr.                     |
| Shepseskaf | -                                                | 2503 î.Hr. – 2498 î.Hr.                     |
| Djedefptah | Manetho îl plasează pe Tamphthis după Shepseskaf | 2498 – 2494 î.Hr.                           |

Sneferu, fondatorul dinastiei, a comandat construcția a trei piramide si dupa unii egiptologi poate chiar patru. Astfel, deși Khufu - fiul său și Hetepheres I-succesorul acestuia au ridicat cele mai mari piramide din Egipt, Sneferu i-a depașit pe aceștia prin volumul de piatra și constucții.
Khufu ( Cheops-gr), fiul său Khafra (Chephren-gr), și nepotul acestuia Menkaura (Mycerinus-gr) au rămas toți faimoși prin construirea piramidelor din Giza, Egipt. Organizarea și hranirea forței de muncă necesare construcției piramidelor necesita o conducere centralizată. Deși pentru o vreme s-a cosiderat că monumentele erau contruite cu scavi studii ulterioare au demostrat ca acestea au fost construite de țarani aduși din întreg Egiptul care se pare că lucrau in timpul revărsărilor Nilului.Deșii piramidele sugerează o că Egiptul era la apogeul prosperității în timpul celei de a IV-a Dinastii, totuși acestea au rămas in conștiința populației ca o amintire a muncii forțate prin care au fost ridicate, iar acești faraoni – Khufu în special – ca tirani: mai întâi în Papyrus Westcar, și milenii ma târziu in legendele culese de Herodot (Histories, 2.124-133).
Cele mai timpurii dovezi ale legăturilor Egipului cu vecinii datează din timpul acestei dinastii. Piatra din Palermo notează sosirea a 40 de nave cu cherestea dintr-o țară nenumită în timpul domniei lui Sneferu.
Modul cum dinadtia a luat sfârșit este neclar, singur indiciu este că un număr de persoane din sistemul administrativ al celei de a IV-a dinastii au rămas in funcție și în cea de a V-a dinastie sub conducerea lui Userkaf.